# Olga Oelkers
Olga Oelkers-Caragioff (21 mai 1887 – 10 janvier 1969) est une championne olympique allemande qui a participé aux Jeux olympiques de 1928 et 1936.

## Biographie
Oelkers participe pour la première fois aux Jeux olympiques de 1928 à Amsterdam, elle obtient une médaille de bronze, partageant ainsi le podium avec sa compatriote Helene Mayer. En 1936 à Berlin, elle ne finit que 6e. En 1937, aux championnats du monde d'escrime, elle remporte avec ses compatriotes  Hedwig Hass, Helene Mayer et  Rotrau Von Wachter la médaille d'argent par équipe au fleuret.

## Palmarès
- Jeux olympiques
  -  Médaille de bronze au fleuret aux Jeux olympiques de 1928 à Amsterdam

- Championnats du monde d'escrime
  -  Médaille d'argent au fleuret en équipe aux Championnats du monde d'escrime 1937.